# Jang Hjonszok
Jang Hjonszok (hangul: 양현석, handzsa: 梁玄錫, RR: Yang Hyeon-seok) producer, dalszerző és korábban táncos, a YG Entertainment alapítója és legnagyobb részvényese.

## Élete és pályafutása
Jang (Yang) a Seo Taiji & Boys együttesben kezdte a pályafutását 1992-ben, ahol főképp táncosként tevékenykedett. 1992-es bemutatkozásukat a koreai popzene fordulópontjaként tartják számon. A trió az MBC csatorna tehetségkutató műsorában debütált 난 알아요 (Nan arajo (Nan arayo), Tudom) című dalukkal, és a legkevesebb pontot kapták a zsűritől. A dal – és az azonos című album – a műsoron kívül azonban óriási sikert aratott, és az MTV Iggy megfogalmazása szerint az együttes „mindörökre megváltoztatta a K-popot”. Fülbemászó dallamokat kombináltak emlékezetes, a társadalom problémáit boncolgató rapszövegekkel, nekik tulajdonítják a modern koreai popdalok alapformátumának kifejlesztését. A Seo Taiji & Boys nyomdokain indultak el az első hiphop és R&B-előadók, mint a Deux duó, a Jinusean, a 1TYM és Drunken Tiger. Szo Thedzsi (Seo Taiji) 1996-ban az együttes feloszlatása mellett döntött, csapattársa, Jang Hjonszok (Yang Hyeon-seok) pedig megalapította a YG Entertainment kiadóvállalatot és producer lett.

## Diszkográfia
Nagylemezek
- Yang Hyun Seok (1998)

Közreműködések
- 1999 - YG FAMILY: Famillenium (Famillenium, Hurry Up)
- 1998 - Jinusean:  The Real (No More - MF Family Ver)
- 1997 - Jinusean:  Gasoline (Gasoline - D.O Edit Ver.)

## Filmográfia
| Év   | Cím                        | Szerep | Megjegyzés |
| ---- | -------------------------- | ------ | ---------- |
| 2006 | Big Bang - The Documentary | önmaga |            |
| 2009 | Superstar K                | önmaga | zsűritag   |
| 2011 | K-pop Star 1               | önmaga | zsűritag   |
| 2012 | K-pop Star 2               | önmaga | zsűritag   |
| 2013 | K-pop Star 3               | önmaga | zsűritag   |
| 2013 | WIN: WHO IS NEXT?          | önmaga |            |
| 2014 | MIX & MATCH                | önmaga |            |